# Dóclea

Dóclea em sua máxima extensão

Dóclea ou Dócleas (em sérvio:  Дукля, transl. Duklja; em em latim: Doclea ou Diocleia) foi um estado medieval Sérvio composto de terras hereditárias abarcando mais ou menos o território circundado pelo rio Zeta, pelo lago Escútare e pela baía de Kotor, fazendo fronteira com a Travúnia e a Zaclúmia. A Dóclea era, inicialmente, uma parte semi-independente do Grão-Principado da Sérvia, que por sua vez era um estado vassalo do Império Bizantino. Após uma longa decadência, a Dóclea foi incorporada o Império Sérvio unificado, onde permaneceu até cair em mãos do Império Otomano após a derrota sérvia na batalha do Kosovo.

## Nome
O nome da região em latim durante o período do Império Romano, "Doclea", foi criado a partir de uma tribo ilírica que vivia na região. O imperador romano Diocleciano teria nascido por lá. Nos séculos seguintes, os romanos "corrigiram retroativamente" o nome para Dioclea, especulando que a letra i teria sido perdida na fala vulgar. A versão tardia eslava para a mesma palavra é "Duklja". A própria cidade romana de Diocléia era localizada no local da atual Podgorica (conhecida na Idade Média como Ribnica).
Considera-se que o nome latino Diocleciano faz referência ao gentílico da Dóclea.

## Governantes
- Pedro (Predimir), Príncipe da Dóclea e Travúnia, até 850.
- Petrislav, Príncipe da Dóclea e Travúnia, 971 - 990.
- João Vladimir, Príncipe da Dóclea e Travúnia, 990 - 1016.
- Príncipe Dragomir
- Estêvão Boístlabo, Príncipe da Dóclea, 1034 - 1050.
- Rei Miguel Boístlabo, 1050 - 1081.
- Rei Constantino Bodino de Dóclea e de Dalmácia, 1081 - 1101.
- Reis Dobroslau II e Miguel de Dóclea, 1101 - 1102.
- Rei Dobroslau III, 1102.
- Rei Kočopar da Dóclea, 1102 - 1103.
- Rei Vladimir da Dóclea, 1103 - 1113.
- Rei Jorge da Dóclea, 1113 - 1118.
- Príncipe Grubeša da Dóclea e Antivari, 1118 - 1125.
- Rei Jorge da Dóclea, 1125 - 1131 (restaurado).
- Príncipe Miguel de Zeta, até 1189.
- Estêvão Nêmania, grão-príncipe da Sérvia, Príncipe de Ibar, Toplica, Rasina e Reke, Príncipe de Dubočica, Príncipe da Dóclea e Príncipe da Morávia Ocidental, 1186 - 1196.
- Vucano II Nemânica, Rei da Dóclea e da Dalmácia, 1196 - 1208, já como vassalo de seu pai Estêvão Nêmania, e depois de seu irmão Estêvão II Nemânica.